# Wohn- und Wirtschaftsgebäude Alte Dorfstraße 27a

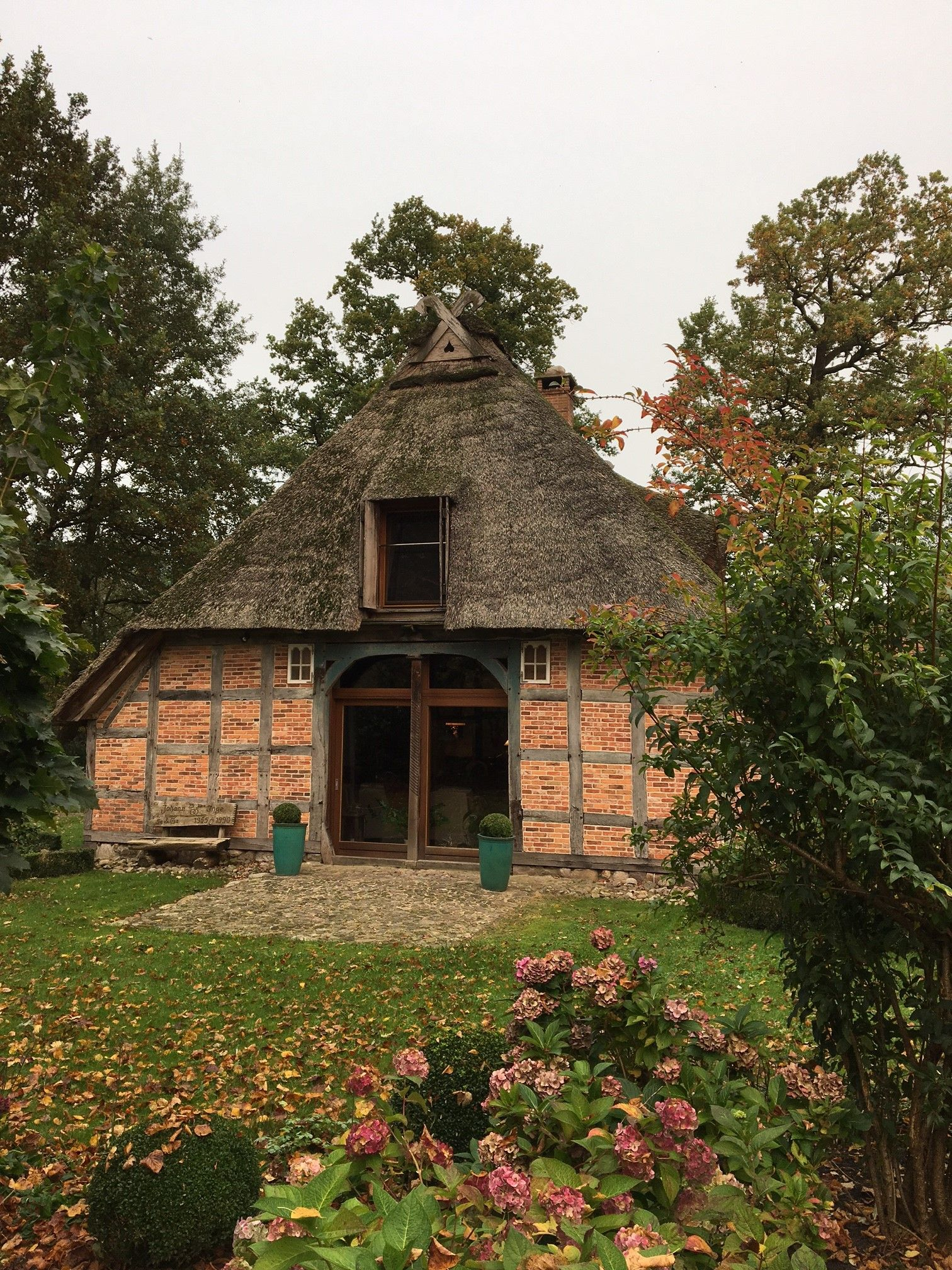
Südgiebel (2017)

Das Wohn- und Wirtschaftsgebäude Alte Dorfstraße 27a in der niedersächsischen Gemeinde Sittensen wurde zum Anfang des 19. Jahrhunderts gebaut. Aktuell (2025) wird es zum Wohnen genutzt.
Das Gebäude steht unter Denkmalschutz (siehe auch Liste der Baudenkmale in Sittensen).

## Geschichte und Beschreibung
Sittensen wurde 1020 erstmals erwähnt und gehört zur Samtgemeinde Sittensen im heutigen Landkreis Rotenburg (Wümme).
Das eingeschossige kleinere traufständige Wohn- und Wirtschaftsgebäude als Zweiständer-Hallenhaus in Fachwerk mit Steinausfachungen, reetgedecktem Krüppelwalmdach mit Fledermausgaube, Niedersachsengiebel mit Uhlenloch, Pferdeköpfe, Ladeluke im Walm und der später verglasten Grooten Door mit Korbbogen wurde 1813 (Inschrift) gebaut.
Das Landesdenkmalamt befand u. a.: „… ein regionstypisches Hallenhaus der ersten Hälfte des 19. Jahrhunderts in Zweiständerkonstruktion ….“